# St. Paul (Teksas)
St. Paul je naseljeno mjesto za statističke potrebe u američkoj saveznoj državi Teksas. Prema popisu stanovništva iz 2010. u njemu je živjelo 584 stanovnika.